# مسجد بالاحوض
مسجد بالاحوض؛ نام یکی از مساجد تاریخی در بخارا، ازبکستان است و این سازه در سال ۱۷۱۳ میلادی، روبروی ارگ بخارا در منطقهٔ ریگستان ساخته شده‌است که همراه با دیگر بخش‌های تاریخی شهر در فهرست میراث جهانی یونسکو گنجانده شده‌است.
هنگامی که امیر بخارا در دههٔ ۱۹۲۰ میلادی زیر چیرگی روسیهٔ بلشویکی قرار داشت؛ این مسجد، در جایگاه مسجد جامع کارکرد داشت.
ستون‌های نازک ساخته‌شده از چوب‌های نقاشی‌شده در سال ۱۹۱۷ میلادی به بخش جلویی ایوان (ورودی) افزوده‌شد و سقف برآمدهٔ نمازخانهٔ تابستانی را نیز پشتیبانی می‌کرد. ستون‌ها با مقرنس‌های رنگی آذین شده‌اند.

## معماری

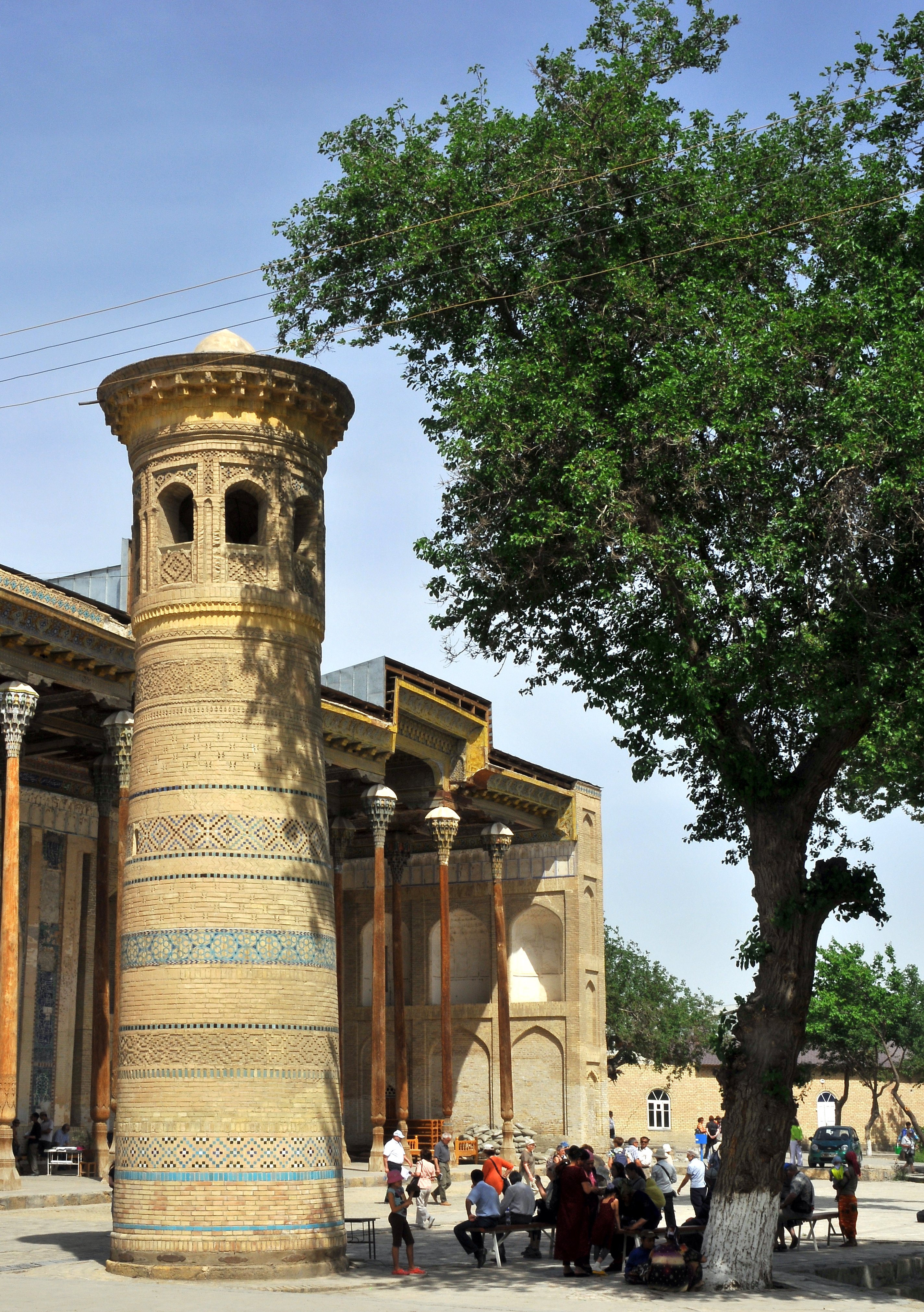
مناره مسجد بالاحوض.

مسجد مستطیل شکل است و نمازخانهٔ زمستانی، اتاقی با چهار ستون و چندین درآیگاه است. ایوان با بلندای ۱۲ متر، دربردارندهٔ یک تالار ۲۰ ستونی با گستردگی ۴۲ در ۱۰ متر است و سقف برآمده‌ای که بر روی ۲۰ ستون چوبی استوار است. کارکرد این ایوان در جایگاه نمازخانهٔ تابستانی است و از سه طرف به تالار زمستانی راه دارد. ستون‌های چوبی بر روی شالودهٔ بتنی جای دارند. فضای درونی مسجد به سبک معمولی سدهٔ ۱۸ آسیای میانه ایجاد شده‌است و جلوی مسجد حوض و در پهلوی آن گلدسته کوچکی در سال ۱۹۱۷ میلادی ساخته شده‌است.